# Granucillo
Granucillo es un municipio y lugar español de la provincia de Zamora, en la comunidad autónoma de Castilla y León. Situada al noroeste provincial, en la comarca de Benavente y Los Valles, subcomarca de Vidriales, se caracteriza por su riqueza paisajística y los numerosos vestigios del pasado, con varios dólmenes y el castillo de los Condes de Benavente. El municipio se completa con las localidades pedáneas de Cunquilla de Vidriales y Grijalba de Vidriales.

## Historia

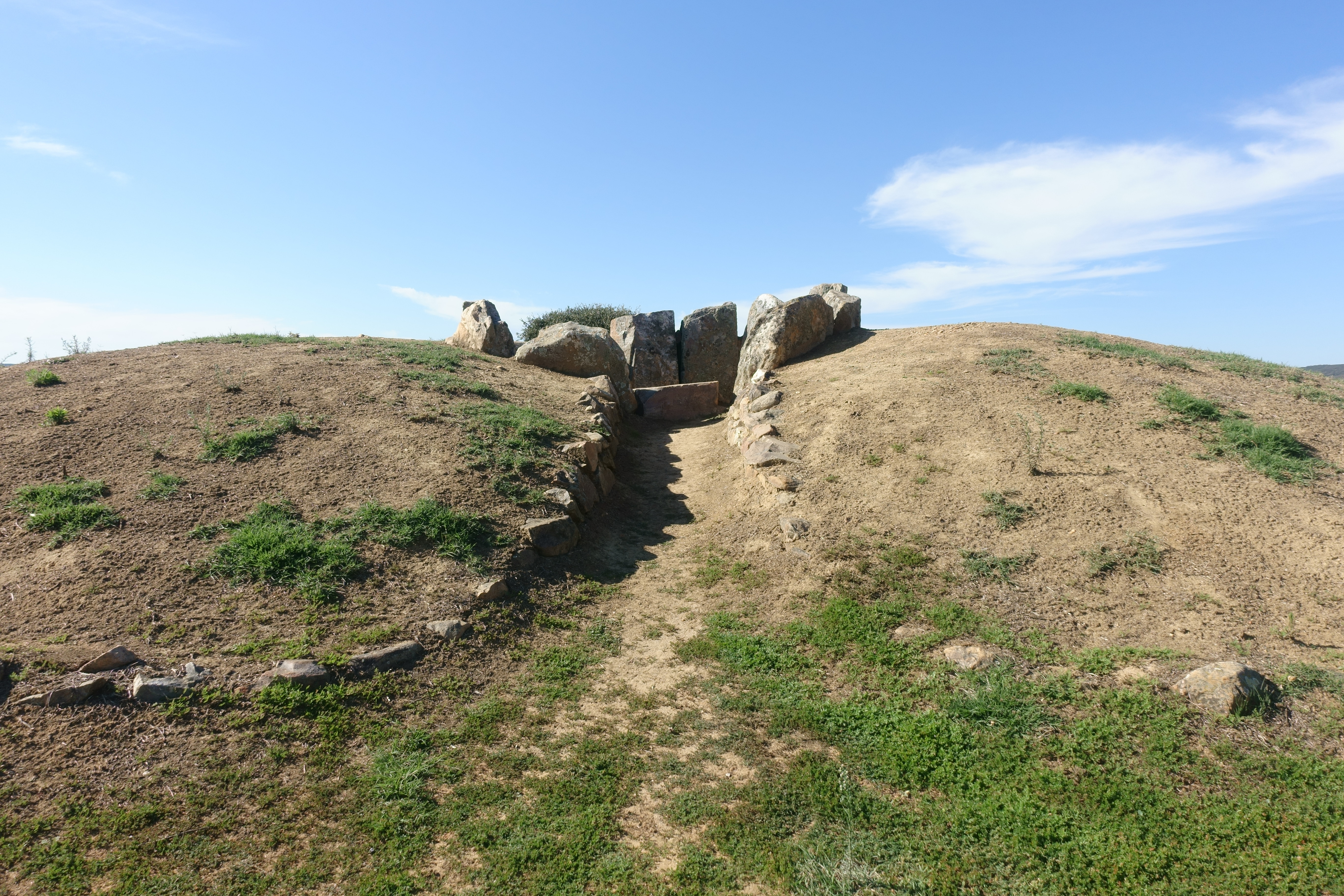
Vista del dolmen de San Adrián

Los dólmenes de Las Peñezuelas y de San Adrián, muestran la existencia de poblamiento humano en la localidad desde la Edad de Bronce.
Más tarde, ya en la Edad Media, Granucillo quedó integrado en el Reino de León, cuyos monarcas habrían emprendido la repoblación de la localidad.
Posteriormente, en la Edad Moderna, Granucillo estuvo integrado en la provincia de las Tierras del conde de Benavente y dentro de esta en la Merindad de Vidriales y la receptoría de Benavente, cuyos condes erigieron un castillo y antiguo palacio en la localidad.
Al reestructurarse las provincias y crearse las actuales en 1833, Granucillo pasó a formar parte de la provincia de Zamora, dentro de la Región Leonesa, quedando integrada en 1834 en el partido judicial de Benavente.

## Geografía humana

### Demografía
Cuenta con una población de 104 habitantes (INE 2024).
| Gráfica de evolución demográfica de Granucillo entre 1842 y 2021 |
| |
| Población de derecho según los censos de población del INE Población de hecho según los censos de población del INEEntre el censo de 1981 y el anterior, crece el término del municipio porque incorpora a 49060 (Cunquilla de Vidriales) |

## Cultura

### Patrimonio

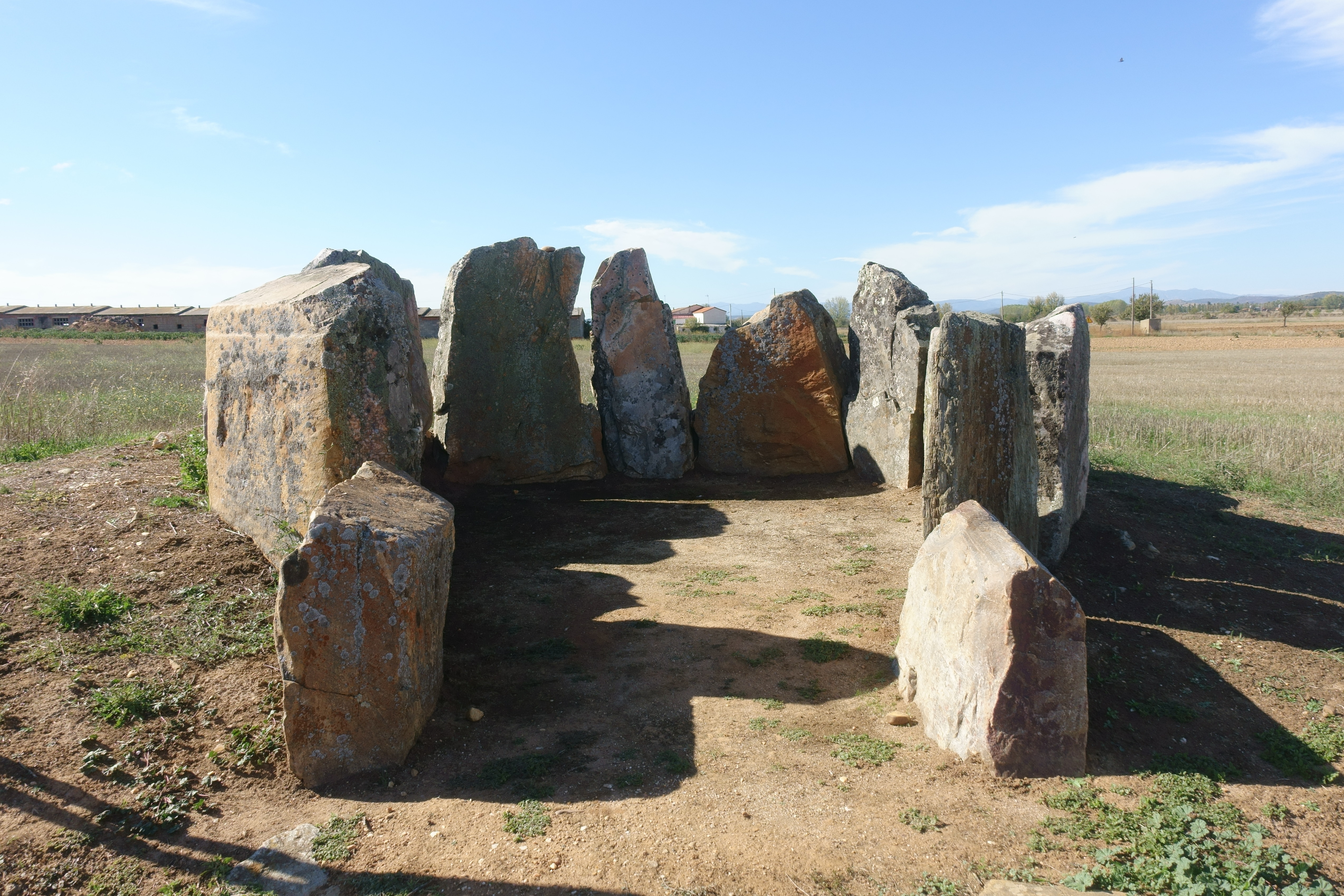
Vista del dolmen de Las Peñezuelas

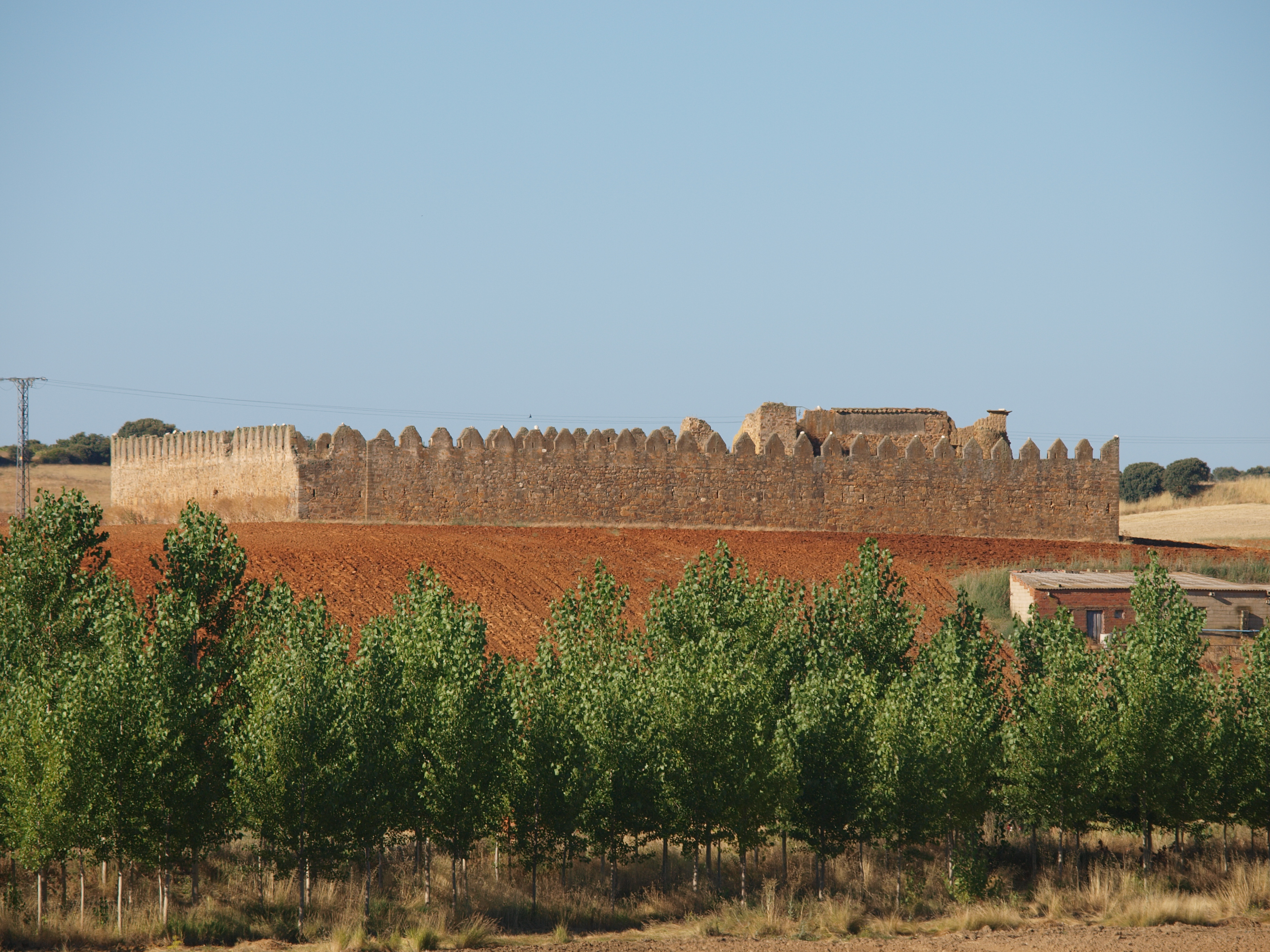
Castillo de Granucillo

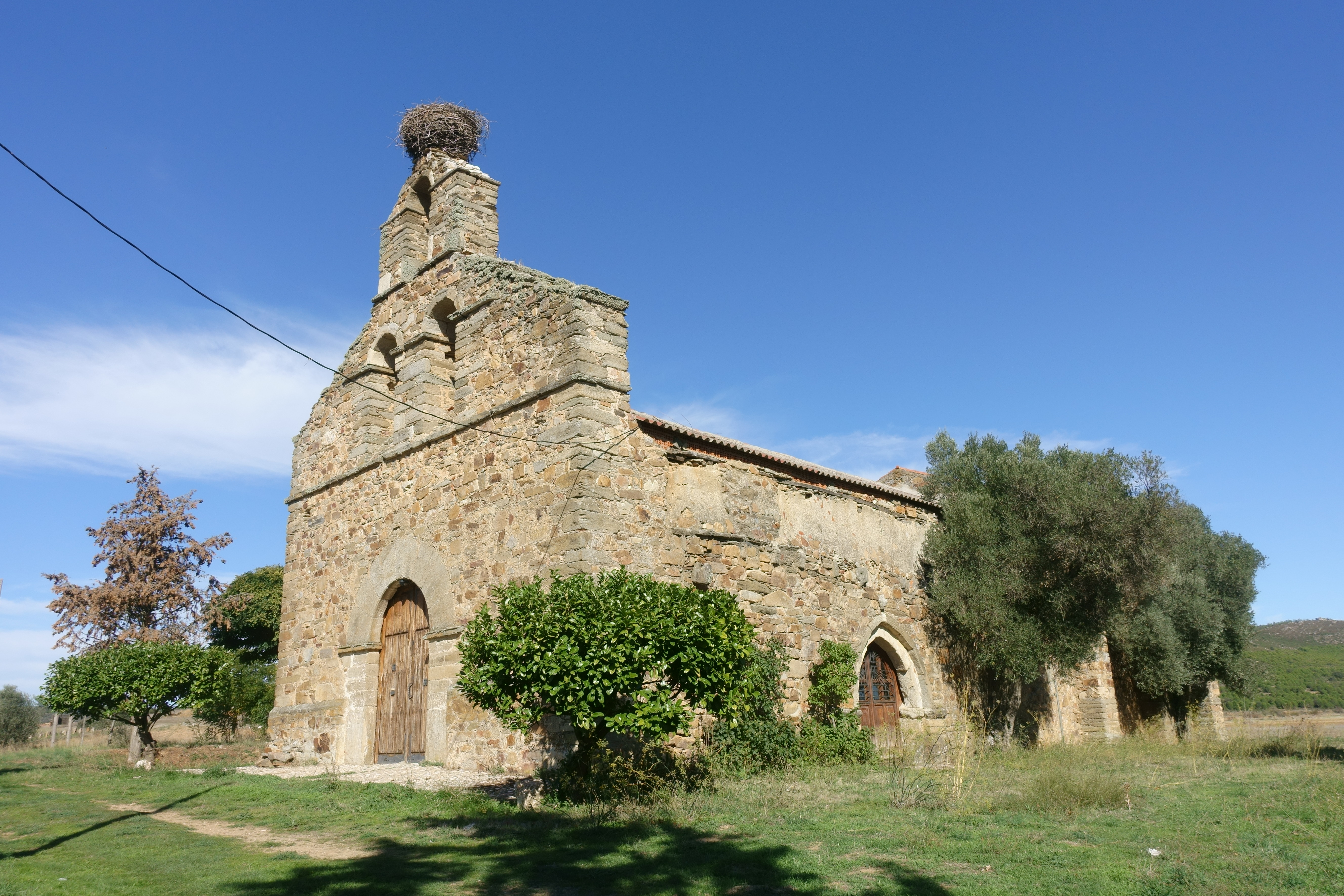
Ermita de San Adrián

Granucillo cuenta con el castillo y antiguo palacio de los Condes de Benavente, ahora en ruinas, la ermita de San Adrián, y los dólmenes de Las Peñezuelas y de San Adrián, ambos considerados de la Edad de Bronce.

### Fiestas
San Adrián, el 16 de junio, y el Dulce Nombre de María, el 12 de septiembre.